# Comuna Gullspång
Gullspång (Gullspångs kommun) este o comună din comitatul Västra Götalands län, Suedia, cu o populație de 5.185 locuitori (2013).

## Geografie

### Zone urbane
Lista celor mai mari zone urbane din comună (anul 2015) conform Biroului Central de Statistică al Suediei:
| Nr | Zona urbană | Pop.  |
| -- | ----------- | ----- |
| 1  | Gullspång   | 1.568 |
| 2  | Hova        | 1.254 |
| 3  | Otterbäcken | 686   |

## Demografie
| \| Evoluția demografică în comuna Gullspång, 1970–2015 \| Evoluția demografică în comuna Gullspång, 1970–2015 \| Evoluția demografică în comuna Gullspång, 1970–2015 \| Evoluția demografică în comuna Gullspång, 1970–2015 \| Evoluția demografică în comuna Gullspång, 1970–2015 \| \| ----------------------------------------------------------------------------------------------------- \| --------------------------------------------------- \| --------------------------------------------------- \| --------------------------------------------------- \| --------------------------------------------------- \| \| An \| \| \| Locuitori \| \| \| 1970 \| 1970 \| \| 7023 \| 7023 \| \| 1975 \| 1975 \| \| 6923 \| 6923 \| \| 1980 \| 1980 \| \| 6685 \| 6685 \| \| 1985 \| 1985 \| \| 6433 \| 6433 \| \| 1990 \| 1990 \| \| 6448 \| 6448 \| \| 1995 \| 1995 \| \| 6406 \| 6406 \| \| 2000 \| 2000 \| \| 5911 \| 5911 \| \| 2005 \| 2005 \| \| 5595 \| 5595 \| \| 2010 \| 2010 \| \| 5291 \| 5291 \| \| 2015 \| 2015 \| \| 5229 \| 5229 \| \| Sursa: SCB - Statistika Centralbyrån, Folkmängd efter region, civilstånd, ålder och kön. År 1968–2016 \| \| \| \| \| |      |  |           |      |
| Evoluția demografică în comuna Gullspång, 1970–2015 |      |  |           |      |
| An |      |  | Locuitori |      |
| 1970 | 1970 |  | 7023      | 7023 |
| 1975 | 1975 |  | 6923      | 6923 |
| 1980 | 1980 |  | 6685      | 6685 |
| 1985 | 1985 |  | 6433      | 6433 |
| 1990 | 1990 |  | 6448      | 6448 |
| 1995 | 1995 |  | 6406      | 6406 |
| 2000 | 2000 |  | 5911      | 5911 |
| 2005 | 2005 |  | 5595      | 5595 |
| 2010 | 2010 |  | 5291      | 5291 |
| 2015 | 2015 |  | 5229      | 5229 |
| Sursa: SCB - Statistika Centralbyrån, Folkmängd efter region, civilstånd, ålder och kön. År 1968–2016 |      |  |           |      |